# 細萱戊子郎
細萱戊子郎（ほそがや ぼしろう、（1888年6月24日—1964年2月8日），大日本帝國海軍軍人。最終军衔是海軍中将。

## 生平
1888年（明治21年）6月24日出生于长野县，是家中的第四个儿子，父亲是細萱伊勢吉。就读于長野县野澤中学，1908年11月海軍兵學校第36期毕业，同期同学知名者有：南云忠一、清水光美、高橋伊望等。1910年晋升少尉军衔。1914年从海軍水雷学校高等科毕业后，历任驱逐舰「樺」船员、第1特務艦隊参謀、佐世保鎮守府副官等职务。1920年从海軍大学校甲種班第18期毕业，后担任第4战隊参謀、軍令部第2班第4課参謀、「夕張」副長、「日向」副長、吴軍需部第1課長、「鳥海」舰长、軍需局第1課長、佐世保海军工厂造兵部長、「陸奥」艦長，1935年升海軍少将。
之后任第5水雷战队司令官、海軍通信学校長兼职海軍水雷学校長、第4水雷战队司令官、第一航空战队司令官等职务，1939年晋升海軍中将，担任旅順要港部司令官职务。之后任第1遣支舰队司令長官，1941年7月任第5舰队司令長官。
1942年6月中途岛海战期间，指挥第5舰队作为“北方部隊”负责进攻阿留申群岛方面的作战，攻占了基斯卡岛与阿图岛，之后第5舰队一直负责这个方面战区的作战。因1943年3月27日科曼多尔群岛海战判断错误指挥不力被解职，后被编入预备役。1943年11月至1946年3月，就任最后一届南洋厅長官职务。戰後遭到公職追放。
1964年2月8日，下午8點10分，因急性肺炎死於三田厚生中央病院，享年75歲。告別式於2月12日在豪德寺舉行，從下午2點開始至3點結束。